# Списък на общините на Минаш Жерайс
Това е списък на общините на бразилския щат Минас Жерайс. Той е щатът с най-голям брой общини в Бразилия: 853, което съставлява 15,5% от общия брой общини в страната.

## А
- Абадия дус Доурадус
- Абаете
- Абре-Кампу
- Агуа Боа
- Агуа Комприда
- Агуанил
- Агуас Вермеляс
- Агуас Формозас
- Айморес
- Акаяка
- Алагоа
- Албертина
- Алваренга
- Алвинополис
- Алворада ди Минас
- Алем Параиба
- Алменара
- Алперката
- Алпинополис
- Алтероза
- Алту Жекитиба
- Алту Капарао
- Алту Риу Доси
- Алфенас
- Алфреду Васконселус
- Ампару да Сера
- Андрадас
- Андреландия
- Анжеландия
- Антониу Диас
- Антониу Карлус
- Антониу Праду ди Минас
- Арагуари
- Арантина
- Арапонга
- Арапора
- Арапуа
- Арасаи
- Араситаба
- Арасуаи
- Араужус
- Араша
- Ареаду
- Аржирита
- Арикандува
- Аринус
- Аркус
- Арсебургу
- Астолфу Дутра
- Асусена
- Аталея
- Аугусту ди Лима
- Аюруока

## Б
- Баепенди
- Балдим
- Бамбуи
- Бандейра
- Бандейра ду Сул
- Бара Лонга
- Барау ди Кокайс
- Барау ди Монти Алту
- Барбасена
- Барозу
- Бела Виста ди Минас
- Белмиру Брага
- Белу Вали
- Белу Ориенти
- Белу Оризонти
- Беризал
- Берилу
- Бертополис
- Бетим
- Биас Фортис
- Бикас
- Бикиняс
- Боа Есперанса
- Бокайна ди Минас
- Бокаюва
- Бом Деспашу
- Бом Жардим ди Минас
- Бом Жезус да Пеня
- Бом Жезус ду Ампару
- Бом Жезус ду Галю
- Бом Репоузу
- Бом Сусесу
- Бониту ди Минас
- Бонфим
- Бонфинополис ди Минас
- Борда да Мата
- Ботелюс
- Ботумирим
- Бразиландия ди Минас
- Бразилия ди Минас
- Бразополис
- Брас Пирис
- Браунас
- Брумадиню
- Бугри
- Буенополис
- Буену Брандау
- Буритизейру
- Буритис

## В
- Вазанти
- Варжау ди Минас
- Варжем Алегри
- Варжем Бонита
- Варжем Гранди ду Риу Парду
- Варжиня
- Варзеа да Палма
- Варзеландия
- Венсеслау Брас
- Верделандия
- Верединя
- Верисиму
- Вермелю Нову
- Веспасиану
- Виейрас
- Вирголандия
- Виржем да Лапа
- Виржиния
- Виржинополис
- Висконди ду Риу Бранку
- Висоза
- Волта Гранди

## Г
- Галилея
- Гамелейрас
- Гидовал
- Гимарания
- Гирисема
- Глаусиландия
- Говернадор Валадарис
- Гонзага
- Гонсалвис
- Гоувея
- Гоябейра
- Гояна
- Грау Могол
- Групиара
- Гуаняйс
- Гуапе
- Гуаранезия
- Гуарани
- Гуарара
- Гуарасиаба
- Гуарасиама
- Гуарда-Мор
- Гуашупе
- Гуринята

## Д
- Датас
- Делфим Морейра
- Делфинополис
- Делта
- Дескоберту
- Дестеру ди Ентри Риус
- Дестеру ду Мелу
- Диамантина
- Дивиза Алегри
- Дивиза Нова
- Дивизополис
- Дивинезия
- Дивину
- Дивину дас Ларанжейрас
- Дивиноландия ди Минас
- Дивинополис
- Диогу ди Васконселус
- Дионисиу
- Дом Боску
- Дом Кавати
- Дом Жуаким
- Дом Силвериу
- Дом Висозу
- Дона Еузебия
- Дорезополис
- Дорис ди Гуаняйнс
- Дорис ди Кампус
- Дорис ду Индая
- Дорис ду Турву
- Доурадокуара
- Дуранде

## Е
- Елиодора
- Елой Мендис
- Енженейру Калдас
- Енженейру Навару
- Ентри Риус ди Минас
- Ентри Фоляс
- Ервалия
- Есмералдас
- Еспера Фелис
- Еспиноза
- Еспириту Санту ду Доураду
- Естива
- Естрела Далва
- Естрела ду Индая
- Естрела ду Сул
- Естрема
- Еуженополис

## Ж
- Жаботикатубас
- Жагуарасу
- Жаиба
- Жакуи
- Жакутинга
- Жампрука
- Жанауба
- Жануария
- Жапараиба
- Жапонвар
- Жасинту
- Жезуания
- Жекери
- Жекитаи
- Жекитиба
- Жекитиньоня
- Женипапу ди Минас
- Жесеаба
- Жоаима
- Жоаким Фелисиу
- Жоанезия
- Жозенополис
- Жордания
- Жуатуба
- Жуау Монлевади
- Жуау Пинейру
- Жувенилия
- Жузе Гонсалвис ди Минас
- Жузе Райдан
- Жуис ди Фора
- Жураменту
- Журуая

## И
- Ибертиога
- Ибиа
- Ибиаи
- Ибиракату
- Ибираси
- Ибирите
- Ибитиура ди Минас
- Ибитуруна
- Игарапе
- Игаратинга
- Игуатама
- Ижаси
- Икараи ди Минас
- Илисинеа
- Имбе ди Минас
- Ингаи
- Индаябира
- Индианополис
- Инимутаба
- Инконфидентис
- Иняпим
- Иняума
- Ипаба
- Ипанема
- Ипатинга
- Ипиасу
- Ипиуна
- Ираи ди Минас
- Итабира
- Итабириня
- Итабириту
- Итаверава
- Итагуара
- Итажуба
- Итайпе
- Итакамбира
- Итакарамби
- Итамарандиба
- Итамарати ди Минас
- Итамбакури
- Итамбе ду Мату Дентру
- Итаможи
- Итамонти
- Итаньоми
- Итанянду
- Итаобим
- Итапажипи
- Итапева
- Итапесерика
- Итатиаюсу
- Итау ди Минас
- Итауна
- Итинга
- Итуета
- Итумирим
- Итурама
- Итутинга
- Итуютаба

## К
- Кабесейра Гранди
- Кабу Верди
- Каетанополис
- Каете
- Кажури
- Каза Гранди
- Калдас
- Камандукая
- Камашу
- Камбуи
- Камбукира
- Камбуи
- Кампаня
- Кампестри
- Кампина Верди
- Кампу Азул
- Кампу Белу
- Кампу ду Мею
- Кампу Флориду
- Кампус Алтус
- Кампус Жерайс
- Кана Верди
- Канаа
- Канаполис
- Кандеяс
- Кантагалу
- Капарао
- Капела Нова
- Капелиня
- Капетинга
- Капим Бранку
- Капинополис
- Капитау Андради
- Капитау Енеас
- Капитолиу
- Капутира
- Караи
- Каранаиба
- Карангола
- Карандаи
- Каранкас
- Каратинга
- Карбонита
- Карвальополис
- Карвалюс
- Кареасу
- Карлус Шагас
- Кармезия
- Кармополис ди Минас
- Карму да Кашоейра
- Карму да Мата
- Карму ди Минас
- Карму ду Кажуру
- Карму ду Паранаиба
- Карму ду Риу Клару
- Карнейриню
- Касия
- Каскалю Рику
- Катагуасис
- Катас Алтас
- Катас Алтас да Норуега
- Катужи
- Катути
- Кашамбу
- Кашоейра да Прата
- Кашоейра ди Минас
- Кашоейра ди Пажеу
- Кашоейра Доурада
- Каяна
- Келузиту
- Кларавал
- Клару дус Посойнс
- Клаудиу
- Коимбра
- Кокейрал
- Колуна
- Комендадор Гомис
- Комерсиню
- Конгонял
- Конгоняс
- Конгоняс ду Норти
- Конегу Мариню
- Конкиста
- Консейсау да Апаресида
- Консейсау да Бара ди Минас
- Консейсау дас Алагоас
- Консейсау дас Педрас
- Консейсау ди Ипанема
- Консейсау ду Мату Дентру
- Консейсау ду Пара
- Консейсау ду Риу Верди
- Консейсау дус Оурус
- Конселейру Лафайети
- Конселейру Пена
- Консоласау
- Контажем
- Конфинс
- Корасау ди Жезус
- Кордисбургу
- Кордисландия
- Корегу Данта
- Корегу ду Бом Жезус
- Корегу Нову
- Корегу Фунду
- Коринту
- Короаси
- Коромандел
- Коронел Мурта
- Коронел Пашеку
- Коронел Фабрисиану
- Коронел Шавиер Шавис
- Коуту ди Магаляйнс ди Минас
- Кризолита
- Кристайс
- Кристалия
- Кристиану Отони
- Кристина
- Крузейру да Форталеза
- Крузилия
- Крусиландия
- Куартел Жерал
- Купараки
- Курал ди Дентру
- Курвелу

## Л
- Лаврас
- Лагамар
- Лагоа Гранди
- Лагоа да Прата
- Лагоа Доурада
- Лагоа дус Патус
- Лагоа Санта
- Лагоа Формоза
- Ладаиня
- Лажиня
- Ламбари
- Ламим
- Ларанжал
- Ласанси
- Леандру Ферейра
- Леми ду Праду
- Леополдина
- Либердади
- Лима Дуарти
- Лимейра ду Уести
- Лонтра
- Луисбургу
- Луисландия
- Луминариас
- Лус

## М
- Мадри ди Деус ди Минас
- Малакашета
- Мамонас
- Манга
- Мантена
- Манюасу
- Манюмирим
- Мар ди Еспаня
- Маравиляс
- Мариана
- Марилак
- Марипа ди Минас
- Мариу Кампус
- Мария да Фе
- Марлиерия
- Мармелополис
- Мартинс Соарис
- Мартиню Кампус
- Мата Верди
- Матерландия
- Матеус Леми
- Матиас Барбоза
- Матиас Кардозу
- Матиас Лобату
- Матипо
- Матозинюс
- Мату Верди
- Матутина
- Машаду
- Машакалис
- Медейрус
- Медина
- Мендис Пиментел
- Мерсес
- Мескита
- Минас Новас
- Миндури
- Мирабела
- Миравания
- Мирадоуру
- Мираи
- Моеда
- Моема
- Монжолус
- Монсеньор Паулу
- Монталвания
- Монтезума
- Монти Азул
- Монти Алегри ди Минас
- Монти Белу
- Монти Кармелу
- Монти Санту ди Минас
- Монти Сиау
- Монти Формозу
- Монтис Кларус
- Морада Нова ди Минас
- Мору да Гарса
- Мору ду Пилар
- Музамбиню
- Муньос
- Муриае
- Мутум

## Н
- Назарену
- Наки
- Нануки
- Насип Райдан
- Наталандия
- Натерсия
- Непомусену
- Нинейра
- Нова Белем
- Нова Ера
- Нова Лима
- Нова Модика
- Нова Понти
- Нова Портейриня
- Нова Резенди
- Нова Серана
- Нова Униау
- Новоризонти
- Нову Крузейру
- Нову Ориенти ди Минас

## О
- Олария
- Оливейра
- Оливейра Фортис
- Олимпиу Нороня
- Олюс-д'Агуа
- Онса ди Питанги
- Ораториус
- Оризания
- Оуру Бранку
- Оуру Верди ди Минас
- Оуру Прету
- Оуру Фину

## П
- Павау
- Падри Карвалю
- Падри Параису
- Пай Педру
- Пайва
- Пайнейрас
- Пайнс
- Палма
- Палмополис
- Папагаюс
- Пара ди Минас
- Парагуасу
- Параизополис
- Паракату
- Параопеба
- Паса Винти
- Паса Куатру
- Паса Темпу
- Пасабем
- Пасус
- Патис
- Патус ди Минас
- Патросиниу
- Патросиниу ду Муриае
- Паула Кандиду
- Паулистас
- Педра Азул
- Педра Бонита
- Педра Доурада
- Педра ду Анта
- Педра ду Индая
- Педралва
- Педрас ди Мария да Крус
- Педринополис
- Педру Леополду
- Педру Тейшейра
- Пекери
- Пеки
- Пердигау
- Пердизис
- Пердойнс
- Перикиту
- Песаня
- Пескадор
- Пиау
- Пиедади ди Каратинга
- Пиедади ди Понти Нова
- Пиедади ду Риу Гранди
- Пиедади дус Жерайс
- Пимента
- Пингу-д'Агуа
- Пинтополис
- Пирасема
- Пиражуба
- Пиранга
- Пирангусу
- Пирангиню
- Пирапетинга
- Пирапора
- Пирауба
- Питанги
- Пиуи
- Планура
- Покрани
- Помпеу
- Понти Нова
- Понту дус Волантис
- Понту Шики
- Портейриня
- Порту Фирми
- Посу Фунду
- Посус ди Калдас
- Поте
- Прадус
- Прата
- Пратаполис
- Пратиня
- Президенти Бернардис
- Президенти Жуселину
- Президенти Кубичек
- Президенти Олегариу
- Пруденти ди Морайс
- Пузу Алегри
- Пузу Алту

## Р
- Рапозус
- Раул Соарис
- Редуту
- Резенди Коста
- Рекрею
- Ресакиня
- Респлендор
- Риашиню
- Риашу дус Машадус
- Рибейрау Вермелю
- Рибейрау дас Невис
- Риу Асима
- Риу Вермелю
- Риу Доси
- Риу ду Праду
- Риу Еспера
- Риу Каска
- Риу Мансу
- Риу Нову
- Риу Парду ди Минас
- Риу Парнаиба
- Риу Пирасикаба
- Риу Помба
- Риу Прету
- Ритаполис
- Родейру
- Розариу да Лимейра
- Ромария
- Рошеду ди Минас
- Рубелита
- Рубим

## С
- Cedro do Abaeté
- Central de Minas
- Centralina
- Cipotânea
- Sabará
- Sabinópolis
- Sacramento
- Salinas
- Salto da Divisa
- Santa Bárbara
- Santa Bárbara do Leste
- Santa Bárbara do Monte Verde
- Santa Bárbara do Tugúrio
- Santa Cruz de Minas
- Santa Cruz de Salinas
- Santa Cruz do Escalvado
- Santa Efigênia de Minas
- Santa Fé de Minas
- Santa Helena de Minas
- Santa Juliana
- Santa Luzia
- Santa Margarida
- Santa Maria de Itabira
- Santa Maria do Salto
- Santa Maria do Suaçuí
- Santa Rita de Caldas
- Santa Rita de Ibitipoca
- Santa Rita de Jacutinga
- Santa Rita de Minas
- Santa Rita do Itueto
- Santa Rita do Sapucaí
- Santa Rosa da Serra
- Santa Vitória
- Santana da Vargem
- Santana de Cataguases
- Santana de Pirapama
- Santana do Deserto
- Santana do Garambéu
- Santana do Jacaré
- Santana do Manhuaçu
- Santana do Paraíso
- Santana do Riacho
- Santana dos Montes
- Santo Antônio do Amparo
- Santo Antônio do Aventureiro
- Santo Antônio do Grama
- Santo Antônio do Itambé
- Santo Antônio do Jacinto
- Santo Antônio do Monte
- Santo Antônio do Retiro
- Santo Antônio do Rio Abaixo
- Santo Hipólito
- Santos Dumont
- São Bento Abade
- São Brás do Suaçuí
- São Domingos das Dores
- São Domingos do Prata
- São Félix de Minas
- São Francisco
- São Francisco de Paula
- São Francisco de Sales
- São Francisco do Glória
- São Geraldo
- São Geraldo da Piedade
- São Geraldo do Baixio
- São Gonçalo do Abaeté
- São Gonçalo do Pará
- São Gonçalo do Rio Abaixo
- São Gonçalo do Rio Preto
- São Gonçalo do Sapucaí
- São Gotardo
- São João Batista do Glória
- São João da Lagoa
- São João da Mata
- São João da Ponte
- São João das Missões
- São João del-Rei
- São João do Manhuaçu
- São João do Manteninha
- São João do Oriente
- São João do Pacuí
- São João do Paraíso
- São João Evangelista
- São João Nepomuceno
- São Joaquim de Bicas
- São José da Barra
- São José da Lapa
- São José da Safira
- São José da Varginha
- São José do Alegre
- São José do Divino
- São José do Goiabal
- São José do Jacuri
- São José do Mantimento
- São Lourenço
- São Miguel do Anta
- São Pedro da União
- São Pedro do Suaçuí
- São Pedro dos Ferros
- São Romão
- São Roque de Minas
- São Sebastião da Bela Vista
- São Sebastião da Vargem Alegre
- São Sebastião do Anta
- São Sebastião do Maranhão
- São Sebastião do Oeste
- São Sebastião do Paraíso
- São Sebastião do Rio Preto
- São Sebastião do Rio Verde
- São Thomé das Letras
- São Tiago
- São Tomás de Aquino
- São Vicente de Minas
- Sapucaí-Mirim
- Sardoá
- Sarzedo
- Sem-Peixe
- Senador Amaral
- Senador Cortes
- Senador Firmino
- Senador José Bento
- Senador Modestino Gonçalves
- Senhora de Oliveira
- Senhora do Porto
- Senhora dos Remédios
- Sericita
- Seritinga
- Serra Azul de Minas
- Serra da Saudade
- Serra do Salitre
- Serra dos Aimorés
- Serrania
- Serranópolis de Minas
- Serranos
- Serro
- Sete Lagoas
- Setubinha
- Silveirânia
- Silvianópolis
- Simão Pereira
- Simonésia
- Sobrália
- Soledade de Minas

## Т
- Табулейру
- Тайобейрас
- Такуарасу ди Минас
- Тапаруба
- Тапира
- Тапираи
- Тарумирим
- Тейшейрас
- Теофилу Отони
- Тимотеу
- Тирадентис
- Тирус
- Токантинс
- Токус ду Можи
- Толеду
- Томбус
- Трес Корасойнс
- Трес Мариас
- Трес Понтас
- Тумиритинга
- Тупасигуара
- Турволандия
- Турмалина

## У
- Уба
- Убаи
- Убапоранга
- Убераба
- Уберландия
- Умбуратиба
- Унаи
- Униау ди Минас
- Уруана ди Минас
- Урукания
- Урукуя

## Ф
- Фама
- Фария Лемус
- Фелисиу дус Сантус
- Фелисбургу
- Фелисландия
- Фернандис Тоуриню
- Ферус
- Ферведоуру
- Флорестал
- Формига
- Формозу
- Форталеза ди Минас
- Фортуна ди Минас
- Франсиску Бадаро
- Франсиску Думонт
- Франсискополис
- Франсиску Са
- Фрей Гаспар
- Фрей Иносенсиу
- Фрей Лагонегру
- Фронтейра
- Фронтейра дус Валис
- Фрута ди Лейти
- Фрутал
- Фуниландия

## Ш
- Шакара
- Шале
- Шапада Гауша
- Шапада ду Норти
- Шиадор

## Ю
- Юбанк да Камара

## Я
- Япу